# Phineas und Ferb
Phineas und Ferb ist eine US-amerikanische Zeichentrickserie der Walt Disney Company aus den Jahren 2007 bis 2015. Die erste Staffel umfasst 26 Episoden, die zweite 39, die dritte und vierte Staffel jeweils 35. Nach dem Serienfinale wurde das eigenständige Special Geheimakte O.O.C.A. ausgestrahlt, welches jedoch nicht das Serienfinale als Ende der Serie ablöste. Im Januar 2023 wurden zwei weitere Staffeln mit insgesamt 40 Folgen angekündigt, die ab dem 5. Juni 2025 in den USA ausgestrahlt werden sollen.

## Inhalt
In den Sommerferien langweilen sich Phineas Flynn und sein Stiefbruder Ferb Fletcher, die in Danville in den Vereinigten Staaten von Amerika leben. Also erfinden sie jeden Tag etwas, das in der Regel von Phineas ausgeheckt wird. Ihre Schwester Candace Flynn setzt alles daran, die beiden bei ihrer Mutter zu verpetzen, was ihr aber nie gelingt, da sie keine Beweise vorlegen kann. Oft ist für das Verschwinden möglicher Beweise das Haustier Perry verantwortlich, denn dieses ist ein Geheimagent und durchkreuzt als „Agent P.“ oder „Perry, das Schnabeltier“ die gemeinen Pläne des Bösewichts Dr. Heinz Doofenshmirtz und verwischt dabei durch Zufall die Spuren von Phineas’ und Ferbs Aktionen. Man bemerkt oft, dass zwischen Phineas’ und Ferbs Leben und dem von Doofenshmirtz viele Parallelen bestehen und Perry immer wieder zwischen Erzfeind und Herrchen steht.

## Episodenliste
| Staffel | Episodenanzahl | Vereinigte Staaten | Vereinigte Staaten | Deutschland        | Deutschland       |
| Staffel | Episodenanzahl | Staffelpremiere    | Staffelfinale      | Staffelpremiere    | Staffelfinale     |
| ------- | -------------- | ------------------ | ------------------ | ------------------ | ----------------- |
| 1       | 26 (47)        | 17. August 2007    | 18. Februar 2009   | 22. September 2007 | 1. April 2009     |
| 2       | 39 (65)        | 19. Februar 2009   | 11. Februar 2011   | 24. Juli 2009      | 27. Mai 2011      |
| 3       | 35 (62)        | 4. März 2011       | 30. November 2012  | 9. September 2011  | 24. Mai 2013      |
| Film    | Film           | 5. August 2011     | 5. August 2011     | 3. September 2011  | 3. September 2011 |
| 4       | 35 (53)        | 7. Dezember 2012   | 12. Juni 2015      | 15. Juni 2013      | 31. Juli 2015     |
| Special | Special        | 9. November 2015   | 9. November 2015   | 24. Dezember 2015  | 24. Dezember 2015 |

## Charaktere
Phineas FlynnPhineas ist der kluge und verrückte Kopf der beiden, der einen Plan nach dem anderen austüftelt. Außerdem ist er sehr kreativ. Er interessiert sich nicht für Candaces Drohungen, ihn und Ferb bei ihrer Mutter zu verpetzen, er würde es sogar begrüßen, seiner Mutter endlich eines ihrer Werke zeigen zu können. Er baut mit Ferb zum Spaß immer wieder innerhalb kürzester Zeit die unwahrscheinlichsten Erfindungen, die letztlich durch eine Verkettung der Umstände (meistens ausgelöst durch eine Erfindung von Dr. Doofenshmirtz) wieder verschwinden. Phineas merkt nicht, dass Isabella ihn liebt.
Ferb FletcherFerb ist Phineas’ britischer Stiefbruder. Er ist sehr still und zugleich ein echtes Genie. Er befolgt Phineas’ Pläne immer und gibt diesen auch noch kleine, aber feine Änderungen, sozusagen das i-Tüpfelchen. Seine Klamotten sind sehr altmodisch, er trägt seine Hose fast unter den Armen und hat immer ein weiß-gelbliches Hemd an. Er ist in Vanessa Doofenshmirtz (die Tochter von Dr. Doofenshmirtz) verliebt. In der Regel sagt er einen Satz pro Episode, welcher, für sein noch junges Alter, erstaunlich hohes Allgemeinwissen zeigt. Des Weiteren hat er eine Vorliebe für Rap-Musik und ist selbst ein begnadeter Musiker und Tänzer.
Candace Gertrud FlynnCandace ist Phineas’ 15-jährige ältere Schwester. Candace ist darauf versessen, Phineas und Ferb wegen deren verrückten Aktionen dranzukriegen. Doch sie hat das große Pech, dass alle deren Spuren verwischt werden, bevor ihre Mutter sie sehen kann. Sie redet sehr viel und sehr schnell und auch oft mit ihrer Freundin Stacy am Telefon. Sie ruft immer ihre Mutter an, wenn sie versucht, ihre Brüder zu verpetzen, diese wundert sich, wenn Candace ausnahmsweise mal nicht anruft. Candace ist in Jeremy verliebt und nach dem Special Der längste Sommertag mit ihm zusammen. Oft muss sie die schwere Entscheidung treffen, entweder Jeremy zu imponieren oder Phineas und Ferb zu verpetzen. Meistens entscheidet sie sich für das Verpetzen der Jungs, was Jeremy oft mit einem liebevollen „Das ist mein Mädchen“ kommentiert. Sie hat wie viele Teenager den Traum, berühmt zu werden. Diesem Ziel kommt sie oft sehr nahe, schafft aber nie den endgültigen Durchbruch, auch dafür sind Phineas und Ferb verantwortlich. Des Weiteren hat sie eine Pastinaken-Allergie, die Hautschwellungen und eine extrem tiefe Stimme bewirkt. Seit der Episode Die Ballade von Kapitän Rauschebart sieht sie unregelmäßig ein sprechendes Zebra, von dem sie Kevin genannt wird. Sie trifft es sehr oft in ihren Träumen.
Linda („Mom“) Flynn-Fletcher (geborene Flynn)Linda ist die leibliche Mutter von Phineas und Candace. In ihren früheren Jahren war sie eine Sängerin, hatte aber nur einen großen Song. Sie heiratete nach ihrer ersten Ehe wieder. Außerdem ist sie zusammen mit den Müttern von Jeremy und Isabella in einer Jazzband, unternimmt aber auch so viel mit den beiden. Sie besucht regelmäßig einen Kochkurs, zusammen mit der Exfrau von Dr. Doofenshmirtz. Sie war kurzzeitig mit Dr. Doofenshmirtz zusammen, und sie war es auch, die ihn (unbewusst) auf die Idee brachte, die Tri-State Area zu erobern.
Lawrence („Dad“) FletcherLawrence ist Antiquitätenhändler, der Familienvater und der leibliche Vater von Ferb. Er weiß von manchen Aktionen seiner Söhne, versucht sich dagegen aber nicht durchzusetzen. Genau wie bei Candace glaubt Linda ihm nicht.
Perry, das Schnabeltier / Agent P.Perry ist Phineas’ und Ferbs Haustier. Er ist, was die beiden nicht wissen, Geheimagent und ermittelt als Agent P. mit dem Auftrag, Doofenshmirtz aufzuhalten. Als einer von vielen tierischen Agenten trägt er während seiner Missionen einen typischen Agentenhut. Er verschwindet durch geheime Gänge in der ganzen Welt ins Hauptquartier der Organisation, wo er über einen Bildschirm von Major Monogram gesagt bekommt, was er zu tun hat. Bevor das jedoch geschieht, fragt immer ein Charakter (meist Phineas) „Hey, wo ist (denn) Perry?“ oder „Hat jemand Perry gesehen?“. Nach seiner Mission taucht er dann wieder auf, was zu der Bemerkung „Oh, da bist du ja, Perry!“ führt. Wenn er sich mit einem Gefährt auf den Weg zu Doofenshmirtz macht, wird er manchmal von seinen Herrchen gesehen und muss sein Gesicht verstecken. Nach erfolgreicher Aktion vernichtet er oder Dr. Doofenshmirtz durch Zufall alle Hinweise auf Phineas’ und Ferbs Aktionen. Charakteristisch sind seine Gurrlaute sowie sein Bemühen, seine Gastfamilie und seine Tarnung um jeden Preis zu schützen.
Dr. Heinz DoofenshmirtzDr. Doofenshmirtz ist ein bösartiger Wissenschaftler, welcher die „Tri-State Area“ beherrschen will. Seine Pläne scheitern aber jedes Mal und treffen ungewollt andere Ziele. Häufig werden seine Erfindungen zerstört, weil er in jede einen Selbstzerstörungsknopf einbaut. Mit seinen Maschinen will er seine Pläne ausführen, meist kann die Maschine auf Knopfdruck einen Strahl abschießen, der dann am getroffenen Objekt für Änderungen sorgt und oft ist das die Ursache für das Verschwinden von Phineas’ und Ferbs Werken. Seine Verstecke sind hauptsächlich ein leicht bizarr geformtes Hochhaus seiner Firma, der „Doofenshmirtz Gesellschaft mit böswilliger Haftung (GmbH)“ („Doofenshmirtz Evil Inc.“), Lagerhäuser mit demselben auffälligen Firmenlogo und ein Zeppelin mit Aufschrift des englischen Firmennamens. Zudem besitzt er einen Volkswagen Transporter Typ 2, der anstatt des VW-Emblems ein Schild mit der Aufschrift D. E. Inc. hat. Er erkennt Perry, das Schnabeltier nur, wenn dieser seinen Agentenhut trägt. Er genießt es, Perry hilflos zu sehen oder ihn anderweitig zu verspotten. Seinen Doktortitel hat er für nur 15 Dollar im Internet gekauft. Heinz’ Bruder Roger Doofenschmirtz ist der äußerst beliebte und charmante Bürgermeister von Danville, der oft das Ziel seiner Pläne ist, u. a. unter der Annahme, dass derjenige, der einen demokratischen Volksvertreter stürzt, automatisch zum rechtmäßigen Herrscher würde. Außerdem teilt er sich mit seiner Ex-Frau Charlene, die ihm Unterhalt zahlen muss, das Sorgerecht für ihre Tochter Vanessa. Doofenshmirtz hasst die Natur und die meisten Feiertage und guten Dinge – oder tut zumindest so. Im Grunde seines Herzens ist er eigentlich kein Bösewicht und wenn Perry ihn nicht aufhält, ist er beleidigt. Zudem ist er Vorsitzender einer Vereinigung von Bösewichten mit dem Akronym LOVEMUFFIN. Er ist im fiktionalen „Dunkeldorf“ in „Druselstein“ aufgewachsen, was eine Mischung US-amerikanischer Klischees über Europa ist, zum Teil ähnlich osteuropäischen Ländern um das Jahr 1900. Die Häuser sind mittelalterliche Fachwerkhäuser, die Bewohner tragen mittelalterliche Kleidung, Lederhosen, Hüte mit Federn oder Gamsbart und Helme mit Hörnern oder Geweih, teilweise sogar beides gemischt. Es gibt scheinbar keine Elektrizität und man sieht praktisch nie Automobile auf den Wegen, obwohl es in einer Folge in dem Land eine Führerscheinprüfung gibt. Das – selten zu hörende – „Druselsteinisch“ ist im Original dem Deutschen angelehnt, in der Synchronisation klingt es wie eine slawische Sprache. Doofenschmirtz musste bei seinen Eltern den Gartenzwerg ersetzen, welcher ein Haus vor bösen Hexen schützt, da ihrer gepfändet wurde. In manchen Folgen explodiert der obere Teil seines Hochhauses, welches zu Beginn jeder Folge in einwandfreiem Zustand ist.
Major Francis MonogramMajor Francis Monogram, stets als „Major Monogram“ angesprochen, ist ein Abteilungsleiter der Geheimagentenagentur Organisation ohne Cooles Acronym, kurz O.O.C.A. Er klärt alle Agenten über ihre Missionen auf. Außer Carl, einem Praktikanten, sind alle übrigen Mitarbeiter seiner Abteilung Tiere, meist sehr kleine. Allerdings gibt es noch weitere Personen mit seiner Position. So gehört, z. B. Isabellas Hund Pinky einer von einer Wanda geleiteten Abteilung an. Außerdem hat er eine Vorliebe für Gesang, die er aber vor der Öffentlichkeit verbergen möchte. Zudem ist er verheiratet und hat einen Sohn mit Namen Monty Monogram, der später ohne Wissen seines Vaters mit Vanessa Doofenshmirtz zusammen ist.
Isabella Garcia-ShapiroIsabella ist Pfadfinderin der Gruppe 46321 und in Phineas verliebt. Sie fragt in jeder Folge: „Was macht ihr gerade?“ Sie steht immer hinter den Aktionen der Brüder und hilft auch oft zusammen mit ihren Pfadfinderkolleginnen. Als Pfadfinderin bekommt sie alle möglichen Abzeichen, z. B. Nähabzeichen oder Mandel-Entfernungs-Abzeichen. Sie ist jüdischen Glaubens. Isabella hat einen Chihuahua namens Pinky, den sie für sehr besonders hält. Sie gibt ihm weder normales Hundefutter, noch lässt sie ihn Katzen jagen. Pinky ist genau wie Perry ein Geheimagent.
Jeremy JohnsonJeremy arbeitet im Einkaufszentrum im Junk Food-Geschäft „Mr. Slushy Burger“. Er macht einen stets freundlichen und hilfsbereiten Eindruck und ist genau wie Stacy Hirano von Phineas’ und Ferbs Projekten begeistert. Zudem ist er in Candace verliebt und will sie beeindrucken. Er hat eine eigene Band und eine kleine Schwester, Suzy, die Candace hasst.
Stacy HiranoStacy ist Candaces beste Freundin und hat japanische Wurzeln. Sie ist ein typischer und trendiger Teenager. Sie ist Candace in gewisser Hinsicht ähnlich, bis auf den großen Unterschied, dass sie an Phineas’ und Ferbs Aktionen Spaß hat und Candace auch oft überredet, mitzumachen. Insgesamt gesehen reagiert sie reifer als Candace auf die alltäglichen Aktionen, holt sie häufig auf den Boden der Tatsachen zurück und nimmt ihr den Impuls, ihre Brüder zu verpetzen. Ihre kleine Schwester ist in der Pfadfinderinnen-Gruppe von Isabella. Später findet sie heraus, dass Perry ein Geheimagent ist, behält es jedoch für sich.
Vanessa DoofenshmirtzVanessa ist die Tochter von Heinz Doofenshmirtz. Das erste Mal taucht sie zu einem Vater-Tochter-Arbeitstag auf. Sie ist sehr sarkastisch und versucht, ihrer Mutter zu beweisen, dass Heinz böse ist, ähnlich wie Candace bei ihren Brüdern. Candace und Vanessa singen in der Serie auch einen Song zusammen, begegnen sich selber aber in dieser Episode nicht. Ihre beste Freundin heißt Lacey, mit der sie, wie Candace mit Stacy, häufig telefoniert. In einigen Episoden wird angedeutet, dass Ferb in sie verliebt ist und obwohl er ihr deshalb in manchen Situationen hilft, merkt sie es nicht richtig. In einer Folge, in der man die Charaktere einige Jahre später sieht, sind sie allerdings zusammen. Außerdem ist sie später ohne Wissen ihres oder seines Vaters mit Monty Monogram, dem Sohn von Major Monogram, zusammen. Natürlich darf das keiner erfahren, denn ihre Väter sind Erzfeinde. Die einzigen, die davon wissen, sind Perry und später auch Carl, Major Monograms unbezahlter Praktikant.
Monty MonogramMonty ist der Sohn von Major Monogram und seiner Frau. Er ist mutig und steht auf der Seite der O.O.C.A., aber das hält ihn nicht von seiner Beziehung zu der Tochter des Erzfeinds seines Vaters, Vanessa Doofenshmirtz, ab.
Buford Van StommBuford ist der örtliche Schläger. Früher war er ein normaler Junge, aber als ein anderer Schläger ihm seinen frisch gewonnenen Goldfisch stehlen wollte, entdeckte er sein Potenzial als Fiesling. Ohne seinen Fisch Biff ist er jedoch sehr ängstlich und auch sehr sensibel. Er ist mit Phineas und Ferb befreundet, seit er mit Phineas einen Kampf der Daumen ausgetragen hat. Genau wie Baljeet und Isabella ist er bei jeder Art Wettstreit (den Phineas und Ferb organisieren) dabei. Er hat Angst vor Jeremys kleiner Schwester Suzy.
Baljeet TjinderBaljeet ist das Lieblingsopfer von Buford. Er ist ein Streber, der auch in den Sommerferien ununterbrochen lernt. Jedoch ist er bei Wettbewerben sehr engagiert. Paradoxerweise muss er bei jedem Team-Wettkampf mit Buford zusammenarbeiten. Schon wie seine Vorfahren aus Indien erhält er immer nur die besten Noten in der Schule.
Suzy JohnsonSuzy ist Jeremys kleine Schwester. Sie mag ihn sehr und hasst Candace, weil diese Jeremy für sich gewinnen will. Obwohl sie ein kleines Mädchen ist, kann sie sehr gemein und frech sein. Selbst Buford fürchtet sich vor ihr. Jeremy sieht seine kleine Schwester jedoch als Engel, da sie ihre Taten nicht vor Jeremy preisgibt.
JennyJenny ist eine weitere Freundin von Candace Flynn und nimmt gerne an Phineas’ und Ferbs Projekten teil. Sie kämpft für den Weltfrieden und ist Tierschützerin.
Charlene DoofenshmirtzCharlene ist die Ex-Frau von Dr. Heinz Doofenshmirtz. Vanessa will sie davon überzeugen, dass Heinz böse ist. Außerdem gehen Charlene und Linda in denselben Kochkurs und zur selben Masseurin, die sich Olga nennt. Charlene hat schwarze Haare, trägt eine Brille und ist unglaublich reich, weshalb sie Heinz Unterhalt zahlt, mit dem er seine „Inatoren“ finanziert.
Vivian Garcia-ShapiroVivian Garcia-Shapiro ist die Mutter von Isabella und gleichzeitig eine der besten Freundinnen von Linda Flynn-Fletcher. Sie tritt oft mit Mrs. Johnson, Jeremys Mutter, und Linda bei einer Jazz-Band auf. Vivian Garcia-Shapiro nennt ihre Tochter „Isa“ und kommt aus Mexiko.
CarlCarl ist der sommersprossige, unbezahlte Praktikant, der bei der O.O.C.A. arbeitet. Major Monogram hat ein schlechtes Verhältnis zu Carl und meint zum Beispiel, dass er nie wollte, dass Carl je einen geheimen Auftrag für die O.O.C.A. erfüllt („Gestrandet“).
Mrs. JohnsonMrs. Johnson ist Jeremys sowie Suzys Mutter. Sie geht in dieselbe Jazz-Band wie Vivian Garcia-Shapiro und Linda Flynn-Fletcher. Oft trifft sie sich mit Vivian und Linda im „Strick und Masche“, aber auch privat, z. B. in Vivian Garcia-Shapiros Haus.
NormNorm ist der große Roboter von Dr. Doofenshmirtz. Dr. Doofenshmirtz beleidigt ihn meist und will, dass Norm immer alle Aufgaben erfüllt. Norm ist anscheinend etwas dümmlich und war ursprünglich dazu programmiert, die Schnabeltiere auszurotten. Im Laufe der Episoden wird er jedoch immer menschlicher, in einer Episode rettet er Dr. Doofenshmirtz sogar.
Roger DoofenshmirtzRoger Doofenshmirtz ist der Bruder von Dr. Doofenshmirtz und Bürgermeister in Danville. Dr. Doofenshmirtz kann ihn nicht ausstehen, was damit zu tun hat, dass ihre Eltern Roger immer bevorzugt haben. In manchen Episoden sollen Doofenshmirtz’ Erfindungen Roger treffen, was allerdings immer von Perry oder einem Zufall vereitelt wird.
MiepMiep ist ein Alien, dessen Raumschiff in Phineas’ und Ferbs Garten abgestürzt ist. Miep wirkt auf den ersten Blick niedlich und hilflos, in Wahrheit ist er aber ein intergalaktischer Gerechtigkeitskämpfer, der gegen den Weltraum-Wilderer „(Big)Mitch“ kämpft. Der Name „Miep“ kommt von dem Ton, den er häufig von sich gibt: „Miep!“ Diesen äußert er allerdings nur, wenn er gerade keinen Übersetzer-Schnurrbart trägt. Miep besitzt die Fähigkeit, regenbogenfarbene Strahlen aus seinem Mund zu schießen. Er ist mit Phineas, Ferb, Isabella und Candace befreundet.
IrvingIrving ist ein Stalker von Phineas und Ferb, der ab der Episode „Die Schrumpfmaschine“ regelmäßig in der Serie auftaucht. Irving ist ein klassischer Geek und bekommt hin und wieder kurze Kicheranfälle. Er ist von Phineas, Ferb und ihren Erfindungen fast besessen und führt ein Album sowie eine Internetseite darüber. Seit der Episode „Phineas und Ferbs Doppelgänger“ taucht sein älterer Bruder Albert auf. Albert glaubt Irving zunächst nicht, dass Phineas und Ferb solche Erfindungen bauen können, geschweige denn überhaupt existieren. Als er aber Phineas und Ferb in Aktion erlebt hat, entschuldigt er sich bei Irving.
AlbertAlbert ist Irvings älterer Bruder und sehr rechthaberisch, weshalb er Irving vorerst nicht geglaubt hatte, dass Phineas und Ferb große Konstrukte bauen können, geschweige denn überhaupt existieren. Er hat den schwarzen Gürtel in Karate. Er ist heimlich in Candace verliebt.

## Konzeption
Die Oberflächen sowie Böden, Decken oder Wände haben oftmals ein dreieckiges Muster, welches an Phineas’ Kopfform erinnert. Es werden häufig Echtbilder eingeblendet, zum Beispiel die Erdkugel, ein Staat oder eine Alufolienkugel. Während der meisten Folgen kommen ein oder auch mehrere Songs vor, die auch ins Deutsche übersetzt wurden. Dabei fällt auf, dass zumindest einige Charaktere zusätzlich eine Gesangsstimme bekommen haben.

## Synchronisation
Die deutschsprachige Synchronisation entsteht unter der Dialogregie von Dominik Auer, Stefan Günther, Kim Hasper und Hannes Maurer in den Studios der Film- & Fernseh-Synchron GmbH (FFS) und der SDI Media Germany GmbH in München. Farina Brock war die ursprüngliche Synchronbesetzung von Candace. Sie sprach Candace noch im ersten Teil der ersten Folge (Die Achterbahn), wurde dann aber, ab dem zweiten Teil der ersten Folge (Geburtstags(alb)träume), durch Lea Kalbhenn ersetzt. Manuel Straube, der Sprecher von Phineas, wurde in der Mitte der ersten Staffel wegen einer Stimmbandreizung durch Patrick Schröder ersetzt. Straube synchronisiert Phineas ab der zweiten Staffel wieder.
| Rolle                            | Englischer Sprecher                                                                       | Deutscher Sprecher |
| -------------------------------- | ----------------------------------------------------------------------------------------- | --- |
| Phineas Flynn                    | Vincent Martella                                                                          | Manuel Straube (Folge 1–13, 15, ab Folge 27) Patrick Schröder (Folge 14, 16–26)                                                                |
| Candace Gertrude Flynn           | Ashley Tisdale                                                                            | Farina Brock (Folge 1a) Lea Kalbhenn (ab Folge 1b) Omnitah Must (Teilweise als Gesangsstimme)                                                  |
| Candace Gertrude Flynn           | Dan Povenmire (allergische Reaktion)                                                      | Thomas Amper |
| Ferb Fletcher                    | Thomas Sangster (Staffel 1–4) David Errigo Jr. (ab Staffel 5) Danny Jacob (Gesangsstimme) | Stefan Günther Thomas Amper (Gesangsstimme) |
| Linda „Mom“ Flynn-Fletcher       | Caroline Rhea                                                                             | Alisa Palmer Ricarda Kinnen (Gesangsstimme) |
| Dr. Heinz Doofenshmirtz          | Dan Povenmire                                                                             | Claus Brockmeyer |
| Major Francis Monogram           | Jeff Marsh                                                                                | Gerhard Jilka |
| Isabella Garcia-Shapiro          | Alyson Stoner                                                                             | Sabine Bohlmann Ulli Essmann (Gesangsstimme)                                                                                                   |
| Jeremy Johnson                   | Mitchel Musso                                                                             | Johannes Wolko Roman Wolko (2. Stimme + Film) Peter Risavy (1. Gesangsstimme) Thomas Amper (2. Gesangsstimme) Patrick Roche (3. Gesangsstimme) |
| Lawrence „Dad“ Fletcher          | Richard O’Brien                                                                           | Claus-Peter Damitz Thomas Amper (Gesangsstimme)                                                                                                |
| Perry, das Schnabeltier/Agent P. | Dee Bradley Baker (Originalton)                                                           | Dee Bradley Baker (Originalton) |
| Vanessa Doofenshmirtz            | Olivia Olson                                                                              | Simone Fulir (Staffel 1) Ilena Gwisdalla (ab Staffel 2) Tina Frank (Gesangsstimme)                                                             |
| Baljeet Rai                      | Maulik Pancholy                                                                           | Max Felder Patrick Roche (Gesangsstimme) |
| Buford Van Stomm                 | Bobby Gaylor                                                                              | Dominik Auer Thomas Amper (Gesangsstimme) |
| Stacy Hirano                     | Kelly Hu                                                                                  | Katharina Iacobescu Omnitah Must (Gesangsstimme)                                                                                               |
| Carl                             | Tyler Mann                                                                                | Dirk Meyer Patrick Roche (Gesangsstimme) |
| Monty Monogram                   | Seth Green                                                                                | Louis Friedemann Thiele |
| Irving Du Bois                   | Jack McBrayer                                                                             | Julian Manuel |
| Charlene Doofenshmirtz           | Allison Janney                                                                            | |
| Norm                             | John Viener                                                                               | Dominik Auer Thomas Amper (Gesangsstimme) |
| Suzy Johnson                     | Kari Wahlgren                                                                             | |
| Mrs. Johnson                     | Jane Lynch                                                                                | Susanne von Medvey |
| Gretchen                         | Ariel Winter                                                                              | Katharina Iacobescu |
| Adyson Sweetwater                | Madison Pettis                                                                            | Annina Braunmiller |
| Ginger Hirano                    | Michaela Zee                                                                              | Gabrielle Pietermann |
| Holly                            | Cymphonique Miller                                                                        | Ilena Gwisdalla |
| Katie                            | Isabella Acres                                                                            | |
| Milly                            | Isabella Murad                                                                            | |

## Veröffentlichung

### Ausstrahlung
Die erste Folge lief auf dem Disney Channel am 17. August 2007 in den USA. Der deutsche Ableger strahlte am 22. September gleichen Jahres die erste Folge aus. Seit dem 1. Februar 2008 läuft die Serie weltweit auf dem Disney Channel. Ab 4. April 2008 folgten Ausstrahlungen durch den Sender Toon Disney. Super RTL strahlte am 15. Februar 2008 eine Episode mit 11 Minuten aus, die regelmäßige Ausstrahlung begann am 20. September 2008. 2014 endete die Ausstrahlung.
Im Disney Channel in den USA liefen am 10. August 2008 vier Folgen, die optisch verändert wurden. Diese vier Episoden wurden im April 2009 auch im deutschen Disney Channel und auf Toon Disney im Rahmen von „Phineas und Ferb: Finde den Fehler“ ausgestrahlt. Eine weitere Ausstrahlung erfolgte im Januar 2010 auf der deutschen Version von Disney XD. Super RTL hat die vier Folgen und deren Fehler-Variante einzeln vom 23. bis 26. August 2010 gesendet. Die zweite Hälfte der dritten Staffel mit 21 weiteren Folgen lief in den USA ab 24. Februar 2012.
Die vierte und vorerst letzte Staffel wurde vom 7. Dezember 2012 bis zum 12. Juni 2015 in den USA und vom 24. September 2013 bis zum 31. Juli 2015 auf dem deutschen Ableger Disney XD ausgestrahlt.
Am 9. November 2015 wurde das eigenständige Special O.W.C.A. Files in den USA ausgestrahlt und am 24. Dezember 2015 strahlte Disney XD es mit dem Titel Geheimakte O.O.C.A. auf Deutsch aus.
Am 13. Januar 2023 kündigte Dan Povenmire auf seinem YouTube-Kanal eine fünfte Staffel der Serie mit 40 neuen Folgen an. Diese soll ab dem 5. Juni 2025 auf dem amerikanischen Disney Channel erstausgestrahlt werden und ab dem Folgetag auf Disney+ verfügbar sein.

### Episodenliste
| Staffel | Episodenanzahl | Vereinigte Staaten | Vereinigte Staaten | Deutschland        | Deutschland       |
| Staffel | Episodenanzahl | Staffelpremiere    | Staffelfinale      | Staffelpremiere    | Staffelfinale     |
| ------- | -------------- | ------------------ | ------------------ | ------------------ | ----------------- |
| 1       | 26 (47)        | 17. August 2007    | 18. Februar 2009   | 22. September 2007 | 1. April 2009     |
| 2       | 39 (65)        | 19. Februar 2009   | 11. Februar 2011   | 24. Juli 2009      | 27. Mai 2011      |
| 3       | 35 (62)        | 4. März 2011       | 30. November 2012  | 9. September 2011  | 24. Mai 2013      |
| Film    | Film           | 5. August 2011     | 5. August 2011     | 3. September 2011  | 3. September 2011 |
| 4       | 35 (53)        | 7. Dezember 2012   | 12. Juni 2015      | 15. Juni 2013      | 31. Juli 2015     |
| Special | Special        | 9. November 2015   | 9. November 2015   | 24. Dezember 2015  | 24. Dezember 2015 |

### Filme
Der Film Quer durch die 2. Dimension (Across the 2nd Dimension) lief am 5. August 2011 in Amerika als Disney Channel Original Movie. In Deutschland wurde die Erstausstrahlung ursprünglich für den 3. September 2011 im Disney Channel angekündigt. Dieser Termin wurde jedoch durch eine 13-minütige Vorschau ersetzt, wodurch der ganze Film seine deutsche TV-Premiere am 9. September auf Disney XD feierte.
Im Film decken Phineas und Ferb Perrys geheime Identität auf und kämpfen mit ihm zusammen in einem Paralleluniversum gegen eine bösere Version von Dr. Doofenshmirtz.
Der Film „Candace gegen das Universum“ (Candace Against the Universe) lief am 28. August 2020 im Streaming-Dienst Disney+ an.
Im Film werden Candace und Vanessa von der Herrscherin des Planeten Feebla-Oot, Super Super Riesen Doktor, entführt. Also versuchen Phineas, Ferb, ihre Freunde und Dr. Doofenschmirtz, Candace und Vanessa zu retten.

### DVDs
| Originaltitel                                        | Deutscher Titel                                          | Erscheinungsdatum (USA) | Erscheinungsdatum (DE) |
| ---------------------------------------------------- | -------------------------------------------------------- | ----------------------- | ---------------------- |
| The Fast and the Phineas                             | Team Phineas und Ferb                                    | 29. Juli 2008           | 30. Juni 2011          |
| The Daze of Summer                                   | Phineas, Ferb und Sensationen                            | 10. Februar 2009        | 27. Oktober 2011       |
| A Very Perry Christmas                               | Schnabeltier in Geschenkpapier                           | 5. Oktober 2010         | 4. November 2010       |
| Phineas and Ferb The Movie: Across the 2nd Dimension | Phineas und Ferb – Der Film: Quer durch die 2. Dimension | 23. August 2011         | 22. September 2011     |
| Best Lazy Day Ever                                   | Der längste Sommertag                                    | 16. Januar 2013         | 24. Mai 2012           |
| The Perry Files                                      | Akte P – Perry in geheimer Mission                       | 5. Juni 2012            | 29. November 2012      |
| Animal Agents                                        | Agenten Alarm                                            | 26. Februar 2013        | 13. Juni 2013          |

## Auszeichnungen
| Auszeichnung                                                                                           | Ergebnis  |
| 2009 Primetime Emmy Awards:                                                                            |           |
| Outstanding Special Class – Short-format Animation Program (Für die Episode „Phineas und Ferbenstein“) | Nominiert |
| 2009 Pulcinella Awards:                                                                                |           |
| Special Mention – Best Flash Animation                                                                 | Gewonnen  |
| Best TV Series for Kids (Für die Episode „TEAM Phineas & Ferb/Der Strand gleich hinterm Haus“)         | Gewonnen  |
| 2009 Annie Awards:                                                                                     |           |
| Best Animated Television Program                                                                       | Nominiert |
| 2009 Nick Kids’ Choice Awards:                                                                         |           |
| Favorite Cartoon                                                                                       | Nominiert |
| 2008 Emmy:                                                                                             |           |
| Outstanding Original Main Title Theme Music (für „Today Is Gonna Be a Great Day“)                      | Nominiert |
| Outstanding Original Music and Lyrics (für „I Ain’t Got Rhythm“ aus der Episode „Der Hochzeitstag“)    | Nominiert |

## Musik
In allen Episoden der Serie, außer „Die Achterbahn“ und „Und, Action!“, ist mindestens ein Lied enthalten. Diese Lieder werden nur teilweise von den eigentlichen deutschen Synchronsprechern gesungen. Zum Beispiel wird Candace im Lied „Gitchee, Gitchee, Goo“ von ihrer Sprecherin Lea Kalbhenn gesungen, während in anderen Liedern Omnitah Must für Candace einspringt. Einige Lieder werden von Thomas Amper gesungen, der auch die musikalische Leitung der Serie innehat. Der Soundtrack zur Serie wurde in den USA am 22. September 2009 veröffentlicht. Er enthält 26 Lieder aus der Serie sowie ein Bonuslied zum Download, wobei einige Lieder in einer verlängerten Version verfügbar sind. Eine deutsche Version des Serien-Soundtracks wurde unter der Leitung von Thomas Amper produziert und erschien am 23. September 2011 zusammen mit einer DVD in Deutschland.
| CD     |                                      |                                         |
| Nummer | Songtitel                            | Interpret                               |
| 1      | Takin’ Care Of Things                | The Black Pony                          |
| 2      | Alles ist besser mit Perry           | Tommy Amper                             |
| 3      | Eine neue Realität                   | Manuel Straube/Tommy Amper              |
| 4      | Ich gehe fort                        | Omnitah Must                            |
| 5      | Die rätselhafte Kraft                | Omnitah Must                            |
| 6      | Aufstand der Roboter                 | Patrick Roche                           |
| 7      | Heute ist ein grandioser Tag         | Manuel Straube                          |
| 8      | Gitchee Goo                          | Lea Kalbhenn/Manuel Straube             |
| 9      | Gartenstrand                         | Manuel Straube/Tommy Amper              |
| 10     | Fällig                               | Omnitah Must/Tina Frank                 |
| 11     | Perry, das Schnabeltier              | Tommy Amper                             |
| 12     | Eichhörnchen in der Hose             | Manuel Straube/Tommy Amper              |
| 13     | Lindana                              | Ricarda Kinnen                          |
| 14     | Kann dich nicht leiden               | Peter Risavy                            |
| 15     | Mein Bruder, ja der Gute             | Claus Brockmeyer                        |
| 16     | Minigolf Disco Queen                 | Disney Studio Chorus                    |
| 17     | Mein untoter Mumienfreund            | Tommy Amper                             |
| 18     | Du bist die beste Mom                | Omnitah Must                            |
| 19     | Kommt rocken mit den Bettys          | Ricarda Kinnen                          |
| 20     | Dass wir uns nicht gut verstehen     | Peter Risavy                            |
| 21     | Schläger                             | Manfred Stürmer                         |
| 22     | Die Monster-Truck-Braut              | Tommy Amper                             |
| 23     | Fauler Tag                           | Peter Risavy/Ricarda Kinnen             |
| 24     | Böse Jungs                           | Tommy Amper                             |
| 25     | Fabelhaft                            | Manuel Straube/Stefan Günther           |
| 26     | Kleine Brüder                        | Omnitah Must                            |
| 27     | Bau’n wir ein Raumfahrzeug           | Tommy Amper                             |
| 28     | Königin vom Mars                     | Omnitah Must                            |
| 29     | Ich fühl’ mich nicht frei            | Tommy Amper                             |
| 30     | Phindroid Ferboter                   | Manuel Straube                          |
| 31     | Ich hab’ keinen Rhythmus             | Frank Röth/Manuel Straube               |
| 32     | Mein Herz gehört nur dir ganz allein | Tommy Amper                             |
| 33     | Kick It Up A Notch (feat. Slash)     | Cast of „Phineas and Ferb“/Ferb/Phineas |

| DVD    |                                  |                             |
| Nummer | Songtitel                        | Interpret                   |
| 1      | Königin vom Mars                 | Omnitah Must                |
| 2      | Perry, das Schnabeltier          | Tommy Amper                 |
| 3      | Kleine Brüder                    | Omnitah Must                |
| 4      | Ich fühl’ mich nicht frei        | Tommy Amper                 |
| 5      | Mein Bruder, ja der Gute         | Claus Brockmeyer            |
| 6      | Kommt rocken mit den Bettys      | Ricarda Kinnen              |
| 7      | Eichhörnchen in der Hose         | Manuel Straube/Tommy Amper  |
| 8      | Fällig                           | Omnitah Must/Tina Frank     |
| 9      | Schläger                         | Manfred Stürmer             |
| 10     | Böse Jungs                       | Tommy Amper                 |
| 11     | Gitchee Goo                      | Lea Kalbhenn/Manuel Straube |
| 12     | Gartenstrand                     | Manuel Straube/Tommy Amper  |
| 13     | Phindroid Ferboter               | Manuel Straube              |
| 14     | Dass wir uns nicht gut verstehen | Peter Risavy                |
| 15     | Kann dich nicht leiden           | Peter Risavy                |
| 16     | Die Monster-Truck-Braut          | Tommy Amper                 |
| 17     | Fauler Tag                       | Peter Risavy/Ricarda Kinnen |
| 18     | Ich hab’ keinen Rhythmus         | Frank Röth/Manuel Straube   |
| 19     | Du bist die beste Mom            | Omnitah Must                |
| 20     | Mein untoter Mumienfreund        | Tommy Amper                 |

## Wiederkehrende Elemente
Die Serie ist bewusst stark geprägt von wiederkehrenden Elementen und Running Gags und die meisten Folgen verlaufen nach demselben Grundschema. Abweichungen von diesen Mustern werden als Gag eingesetzt. Die folgenden Elemente kommen großteils – bis auf einzelne Folgen – in jeder Folge vor, auch wenn sie von der Aussprache oder in einzelnen Fällen auch von den Worten durchaus leicht verändert auftreten können und häufig von der Serie selbst aufs Korn genommen werden:
- Phineas sagt in jeder Folge, bevor sie ein neues Werk beginnen: „(Ferb,) ich weiß, was wir heute tun werden.“
- Isabella kommt jeden Tag vorbei und fragt: „Was machst du gerade?“ oder „Was macht ihr gerade?“ und kann oft mit ihren Pfadfinderinnen helfen, da sie sowieso gerade ein dazu passendes Abzeichen erwerben wollen.
- „Hey, wo ist (denn) Perry?“ (als Überleitung zu der Szene in der Perry sein Geheimversteck aufsucht und seinen Auftrag entgegennimmt) und „Oh, da bist du ja, Perry!“ (in dem Moment, in dem Perry sich wieder als Haustier zu Phineas und Ferb gesellt).
- Über Perry wird oft (meist von Phineas) gesagt: „Er ist ein Schnabeltier – die machen nicht viel …“.
- Candace sagt sehr oft, auch mehrmals pro Folge: „Jetzt seid ihr so was von fällig!“ bzw. „Ihr seid so was von fällig!“.
- Sobald Candace etwas „Auffliegwürdiges“ sieht, versucht sie ihre Mutter anzurufen und so schnell wie möglich nach Hause zu holen. Manchmal auch, sie aus der näheren Umgebung zu holen. Dabei verschwinden die Werke von Phineas und Ferb meistens spurlos oder werden auch verdeckt, sodass ihre Mutter nichts Ungewöhnliches bzw. Gefährliches zu sehen vermag.
- Nachdem Candace gescheitert ist, bietet ihre Mutter allen Kindern im Garten an, reinzugehen und Kuchen zu essen.
- Doofenshmirtz’ Erfindungen enden entweder mit „-inator“ oder mit „-onator“ (z. B. Walübersetzerinator)
- Auf jeder Erfindung von Doofenshmirtz ist der Name seiner Firma zu finden. Meistens ist aber nur die Abkürzung „D.E.Inc.“ zu lesen.
- Bis auf wenige Ausnahmen ist immer Dr. Doofenshmirtz (bzw. eine seiner Erfindungen) dafür verantwortlich, dass Phineas’ und Ferbs Erfindungen auf rätselhafte Weise verschwinden.
- Perry kommt in fast jeder Folge auf andere und zugleich absurde Weise in sein Geheimversteck.
- In jeder Folge erklingt ein Jingle, wenn der Turm von der „Doofenshmirtz Evil Incorporated“ gezeigt wird. (fast immer „Doofenshmirtz – fies sein ist unser Motto!“ oder „Doofenshmirtz – fies sein ist super!“).
- Immer, wenn Perry als Agent P. nach getaner Arbeit seinen „Abgang“ macht – zumeist mit einem aufklappenden Hängegleiter der sein Logo trägt – erklingt ein Jingle: „Agent P.“ oder „Pe-erry“. Bei seinen Aktionen als Agent ertönt eine mit „Dubi-dubi“-Lauten gesungene Hintergrundmusik, die an die Erkennungsmelodie der James-Bond-Filme angelehnt ist.
- Doofenshmirtz erkennt „Perry das Schnabeltier“ erst, wenn er seinen Agentenhut auf hat. Ansonsten hält er ihn für ein völlig fremdes Schnabeltier oder fällt auf jede plumpe Verkleidung Perrys herein. Bei letzterem stellt Doofenschmirtz immer zuerst überrascht fest, dass unter der Verkleidung ein Schnabeltier steckt, bis Perry seinen Agentenhut aufsetzt.
- Phineas und Ferb werden häufig gefragt, ob sie nicht zu jung für etwas sind. Phineas: „Ja. Ja, das sind wir!“, woraufhin für den Fragenden alles in Ordnung geht. Selten gibt es davon kleine Abwandlungen.
- Fast alle von Doofenshmirtz’ bösen Plänen sind Racheakte für etwas, das ihm in seiner schlimmen Kindheit widerfahren ist, oder „Gegenmaßnahmen“ für irgendetwas Banales, das ihn in letzter Zeit genervt hat (z. B. der Jingle der Slushy-Burger-Kette).
- Es taucht in vielen Folgen ein riesiger, schwebender Babykopf auf, zumeist vollkommen ohne Erklärung und Bedeutung für die Handlung.
- Candace sieht ein sprechendes Zebra, von welchem sie Kevin genannt wird (nur in manchen Folgen).
- Doofenshmirtz taucht in einigen Folgen neben der Handlung als Statist auf und steht einfach nur im Bild.
- Ein Vogel oder anderes fliegendes Tier knallt in das Gebaute.
- Manchmal bricht Candace in dumpfes, hysterisches Gekicher aus.
- Nach dem Scheitern seines Planes ruft Doofenshmirtz fast immer „Verflucht seist du, Perry das Schnabeltier!“.
- Doofenshmirtz wird aufgrund seines Laborkittels von der Öffentlichkeit immer wieder für einen Apotheker gehalten.
- Wenn ein Gegenstand aus dem Bild geworfen wird, meist von Doofenschmirtz, erklingt oft das Geräusch einer getroffenen Katze.
- Immer, wenn etwas während eines Abenteuers von Phineas und Ferb oder Auseinandersetzung zwischen Agent P. und Dr. Doofenschmirtz aus großer Höhe fällt, sieht man in der nächsten Szene eine Frau, die ihren Mann darauf hinweist, dass er das wichtigste für sein aktuelles Vorhaben vergessen hätte und „Ob er wohl glaubt, dass dies einfach so vom Himmel fallen würde?“. Kurz darauf fällt genau das von oben auf die Frau herab.

## Kritik
Julian Miller schreibt in seiner Rezension, dass die Serie für „[…] Kinder bis zwölf Jahren […] ein netter Zeitvertreib […]“ sei, „[…] doch jeden jenseits dieses Alters […] in den Wahnsinn treiben […]“ würde. „Die Handlung der ersten Folge ist vorhersehbar und schrecklich banal. Es will einfach keine Spannung auftreten und der Humor der Serie ist insgesamt wenig subtil. Lustige Situationen werden nicht genutzt, sondern lösen sich im Nichts auf, was den Zuschauer immer mehr frustriert.“
Emily Ashby hingegen lobt die Serie als „spaßigen Cartoon“. Kinder würden es „genießen, ihren Vorstellungen“ mithilfe der „verrückten Pläne der Figuren“ freien Lauf zu lassen, während ältere Zuschauer und sogar Eltern „die Scharfsinnigkeit und den intelligenten Humor der Show“ schätzen würden.

## Crossover mitSchlimmer geht’s immer mit Milo Murphy
Die Zeichentrickserie Schlimmer geht’s immer mit Milo Murphy, die ebenfalls von Dan Povenmire und Jeff Marsh erdacht wurde, ist eng mit Phineas und Ferb verbunden.
In der Folge Sie sind unter uns! (Fungus Among Us) aus der ersten Staffel hat Dr. Heinz Doofenshmirtz einen kurzen Auftritt. In der ersten Folge der zweiten Staffel, Der Phineas und Ferb Effekt (The Phineas and Ferb Effect), treten zahlreiche wichtige Figuren aus Phineas und Ferb auf. Zudem tritt Dr. Doofenshmirtz in der zweiten Staffel regelmäßig auf.